# 旗袍 (泰国电视剧)
《旗袍》（羅馬化：Ki Pao）是由泰国广播电视有限公司制作，柯尔士艾达·潘恩温、安妮·彤帕拉松及金塔拉·苏卡帕主演的泰国悬疑爱情剧。剧情改编自Pongsakorn （彭沙功·钦达瓦塔纳博士）撰写的小说，讲述在亚洲安伯学院博物馆工作的女子在穿上牡丹旗袍后看到鬼魂向她哭诉被害遭遇，为了查明真相而入住赵家以寻找真凶并发现了赵家人秘密的故事。剧集于2012年11月1日起每周一至周五上午8点30分在泰国第3电视台播出，并获得了不俗的反应。女主安妮·彤帕拉松也凭此剧荣获各大电视奖项。此剧也是泰国第3电视台2012年收视第四，曼谷平均收视居于泰国第3电视台2012年收视第二的电视作品。
此剧于2019年11月25日起再度安排在泰国第3电视台重播。

## 演员阵容
- 安妮·彤帕拉松 饰 佩卡·苏卡潘（Pheka Sukapun）/ 梅丽
- 柯尔士艾达·潘恩温 饰 赵铭添
- 金塔拉·苏卡帕 饰 王丽萍
- 皮佳娜·莎卡功 饰 赵琳佩/ 佩佩
- 阿奴沏·萨潘彭 饰 梁伟和/ 阿伟
- 尼鲁·西里詹亚 饰 赵文炎
- 莴拉吴·尼庸沙 饰 赵铭山
- 萍吉拉·斯莉雯查潘 饰 Wang Wue Lian
- Panada Wongpudee 饰 林缪茵

## 剧情回响

### 泰国电视收视
- 收视最低的集数以蓝色表示，收视最高的集数以红色表示，而空格则表示该集的收视没有相关数据。

| 集数 No.      | 平均收视率 |
| ------------- | ---------- |
| 1             | 7.1        |
| 2             | 7.5        |
| 3             | 8.6        |
| 4             | 7.8        |
| 5             | 7.7        |
| 6             | 7.7        |
| 7             | 7.8        |
| 8             | 6.1        |
| 9             | 7.3        |
| 10            | 7.3        |
| 11            | 8.9        |
| 12            | 8.6        |
| 13 （大结局） | 12.8       |
| 平均收视率    | 8.09       |

## 取景地
- 香港
  - 浅水湾万寿亭
  - 皇后大道中
  - 圆玄学院
  - 荷李活购物中心
  - 太平山
  - 昂坪360
  - 水渠道
  - 九龙
  - 星光大道
  - 环球大厦
  - 旺角洗衣街
  - 香港公园
  - 香港艺术馆
  - 金紫荆广场
- 泰國
  - 那空那育府翁卡叻县（英语：Ongkharak District），Vanachai集团所拥有的宅邸
  - 清迈水上市集